# Adam Vilhelm Frederik Knuth

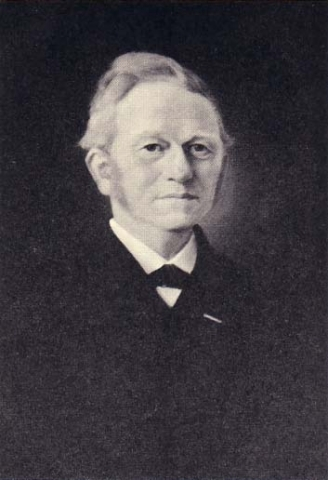

Graf Adam Vilhelm Frederik Knuth (* 17. August 1829 auf Bonderup; † 12. Juni 1902 in Kopenhagen) war ein dänischer Postmeister in Sorø und Kammerherr.

## Leben
Knuth entstammte dem uradeligen Geschlecht Knuth und war Sohn des Amtmannes Julius Knuth und dessen zweiter Gattin Georgine Frederikke Vilhelmine, geborene von Hauch.
Knuth meldete sich 1848 freiwillig zur Armee und wurde Korporal im 6. Linienbataillon. Am 1. September 1848 wurde er Sekondeleutnant, 1849 wurde er bei Fredericia verwundet. Am 29. Dezember erhielt er seinen Abschied als Premierleutnant. 1851 bis 1900 war er Postmeister in Sorø, 1891 wurde er Kammerherr. Knuth war Träger des Dannebrogordens.

## Ehe und Nachkommen
Am 12. Mai 1852 heiratete Knuth Baroness Annette Marie Haxthausen-Abbenburg (* 5. Dezember 1828; † 28. Mai 1898) in der Holbæk Kirke. Der Ehe entsprangen zehn, allesamt in Sorø Købstad geborene, Kinder, die allesamt den Titel Graf respektive Gräfin trugen.
- Anna Georgina Elisa Knuth-Knuthenborg (* 22. Juni 1853; † 22. März 1916 in Kopenhagen) ⚭ Ernst Vilhelm Hellmers, Gutsinspektor (1854–1924)[1]
- Frederik Christian Julius Knuth-Knuthenborg (* 7. April 1855; † 25. Dezember 1912 in Skovnæs)[1]
- Johan Christian Knuth-Knuthenborg (* 8. Juni 1856; † 14. Januar 1857 in Sorø Købstad)[1]
- Elisa Marie Knuth-Knuthenborg (* 31. Dezember 1857; † 23. Januar 1945)[1]
- Adam Vilhelm Knuth-Knuthenborg (* 22. Juni 1860; † 19. November 1942 in Los Amigos)[1]
- Johanne Christiane Knuth-Knuthenborg (* 12. Dezember 1861; † 21. März 1863 in Sorø Købstad)[1]
- Dagmar Knuth-Knuthenborg (* 30. Dezember 1863; † 22. Juli 1865 in Sorø Købstad)[1]
- Frederikke (Friede) Julie Ulrikke Charlotte Sophie Knuth-Knuthenborg (* 26. August 1865; † 12. September 1935 in Kopenhagen)[1]
- Eigil Valdemar Knuth-Knuthenborg (* 5. Dezember 1866; † 8. Dezember 1933 in Kopenhagen)[1]
- Henrich Maximilian Knuth-Knuthenborg (* 9. Juli 1870; † 23. September 1939 in Frederiksberg)[1]

## Endnoten
1. 1 2 3 4 5 6 7 8 9 10 11  finnholbek.dk: Adam Vilhelm Frederik greve Knuth-Knuthenborg, abgerufen am 10. November 2019.

| Personendaten    | Personendaten                                |
| ---------------- | -------------------------------------------- |
| NAME             | Knuth, Adam Vilhelm Frederik                 |
| KURZBESCHREIBUNG | dänischer Postmeister in Sorø und Kammerherr |
| GEBURTSDATUM     | 17. August 1829                              |
| GEBURTSORT       | auf Bonderup                                 |
| STERBEDATUM      | 12. Juni 1902                                |
| STERBEORT        | Kopenhagen                                   |